# تشارلز درو
درو، تشارلز ريتشارد (بالإنجليزية: Charles Richard Drew)‏ (1904 - 1950م). طبيب أمريكي عُرف بأبحاثه حول بلازما الدم، وجهوده في إنشاء بنوك الدم. استطاع درو أن يقنع الأطباء، باستخدام البلازما ـ الجزء السائل من الدم ـ في ساحات العمليات الحربية، وعمليات نقل الدم الطارئة، عوضًا عن استخدام الدم كله، كما كان الحال في السابق. وتتميز البلازما بإمكانية تخزينها، لفترة أطول، في حين كان يصعب تخزين الدم لفترة تتجاوز الأسبوع عندما أجرى درو أبحاثه. بالإضافة إلى ذلك، تتميز البلازما عن الدم، بإمكانية نقلها للأشخاص ذوي الفصائل الدموية المختلفة. وفي السنوات الأولى للحرب العالمية الثانية (1939م - 1945م)، نظم درو برامج عديدة لتخزين الدم في بنوك الدم. وقد أنقذت البلازما المجموعة في هذه البنوك حياة ملايين الأشخاص.
وُلد درو في العاصمة واشنطن، وتخرج في مدرسة ماكجيل الطبية الجامعية عام 1933م، ليلتحق بعدها بكلية هـوارد الجامعية عام 1935م. وقد أجرى معظم أبحاثه على البلازما في جامعة كولومبيا في الفترة بين عامي 1938م و1940م. وفي عام 1940م، أشرف على الجهود الأمريكية لإرسال البلازما إلى بريطانيا. في عام 1941م، كان درو أول من أشرف على برنامج للصليب الأحمر هدفه جمع البلازما للقوات المسلحة الأمريكية. وفي العام نفسه ترك الصليب الأحمر ليعمل أستاذًا للجراحة في جامعة هوارد. حصل درو على قلادة سبينغارن في عام 1944م، وفي العام نفسه تم تعيينه رئيسًا لأطباء مستشفى فريدمان، التابع لجامعة هوارد، ثم مديراً طبيًا له عام 1946م.